# Dos Caminos Sport Club
Il Dos Caminos Sport Club è stata una società di calcio venezuelana, con sede a Caracas.

## Storia
La squadra venne fondata il 5 dicembre 1925. Il Dos Caminos partecipò ai primi campionati calcistici dilettantistici, imponendosi sulle rivali in sei occasioni, nel triennio tra il 1936 ed il 1938, nel 1942, nel 1945 e nel 1949. Inoltre, tra il 1932 al 1944, ottenne sette secondi posti.
Dopo l'avvento del professionismo, il Dos Caminos partecipò al campionato del 1962, giungendo al terzo posto.
Nel 1961 raggiunse la finale di Coppa Caracas, perdendola contro il Deportivo Italia.

## Palmarès

### Competizioni nazionali
- Campionato venezuelano: 6

1936, 1937, 1938, 1942, 1945, 1949

### Altri piazzamenti
- Campionato venezuelano:

Terzo posto: 1931
- Copa Venezuela:

Finalista: 1960